# Beni culturali
I beni culturali sono tutti i beni designati da ciascuno Stato importanti per l'archeologia, la letteratura, l'arte, la scienza, la demologia, l'etnologia o l'antropologia. Si contrappongono, per definizione, ai "beni naturali" in quanto questi ultimi ci sono offerti dalla natura, mentre i primi sono il prodotto della cultura.

## Definizione di beni culturali
I beni culturali si dividono in beni materiali e in beni immateriali; un bene culturale si definisce materiale quando è fisicamente tangibile, come un'opera architettonica, un dipinto, una scultura. Si definisce invece immateriale quando non è fisicamente tangibile, come una lingua o dialetto, una manifestazione del folklore o persino una ricetta culinaria.
Al di là della generica definizione, i beni culturali hanno trovato, nel tempo, più precise classificazioni, in specie da parte del diritto internazionale pubblico. In particolare hanno provveduto alla definizione dei beni culturali:
- materiali, la convenzione sulla protezione dei beni culturali nei conflitti armati adottata all'Aja il 14 maggio 1954;
- immateriali, la convenzione per la salvaguardia del patrimonio culturale Immateriale adottata a Parigi il 17 ottobre 2003.

La convenzione dell'Aja (1954) identifica i seguenti beni culturali materiali:
- i beni, mobili o immobili, di grande importanza per il patrimonio culturale dei popoli, come i monumenti architettonici, di arte o di storia, religiosi o laici; i siti archeologici; i complessi di costruzioni che, nel loro insieme, offrono un interesse storico o artistico; le opere d'arte; i manoscritti, libri e altri oggetti d'interesse artistico, storico o archeologico; nonché le collezioni scientifiche e le collezioni importanti di libri o di archivi o di riproduzioni dei beni sopra definiti;
- gli edifici la cui destinazione principale ed effettiva è di conservare o di esporre i beni culturali mobili definiti al comma precedente, quali i musei, le grandi biblioteche, i depositi di archivi, come pure i rifugi destinati a ricoverare, in caso di conflitto armato, i beni culturali mobili definiti al comma precedente;
- i centri comprendenti un numero considerevole di beni culturali, definiti ai commi precedenti, detti centri monumentali.

La convenzione per la salvaguardia del patrimonio culturale Immateriale (2003) conclusa nella sua trentaduesima sessione, come citato nel suo art. 1, ebbe lo scopo di:
- salvaguardare il patrimonio culturale immateriale;
- assicurare il rispetto per il patrimonio culturale immateriale delle comunità, dei gruppi e degli individui interessati;
- suscitare la consapevolezza a livello locale, nazionale e internazionale, dell'importanza del patrimonio culturale immateriale e assicurare che sia reciprocamente apprezzato;
- promuovere la cooperazione internazionale e il sostegno.

Ai fini della precedente convenzione, venne definita la definizione di patrimonio culturale immateriale intendendo:
le espressioni, le conoscenze, il know-how – come pure gli strumenti, gli oggetti, i
manufatti e gli spazi culturali associati agli stessi – che le comunità, i gruppi e in
alcuni casi gli individui riconoscono in quanto parte del loro patrimonio culturale.»
(Art.2)
Il patrimonio culturale immateriale come sopra definito si manifesta tra l'altro nei seguenti settori:
- tradizioni ed espressioni orali, ivi compreso il linguaggio, in quanto veicolo del patrimonio culturale immateriale;
- le arti dello spettacolo;
- le consuetudini sociali, gli eventi rituali e festivi;
- le cognizioni e le prassi relative alla natura e all’universo;
- l’artigianato tradizionale.

Questa convenzione considera suscettibile di protezione soltanto il patrimonio culturale immateriale compatibile con gli strumenti internazionali esistenti sui diritti umani, con le esigenze di mutuo rispetto fra le comunità, gruppi ed individui e con lo sviluppo sostenibile.

## Storia
Il primo riconoscimento ufficiale di "bene culturale" in campo internazionale si ebbe durante la Convenzione dell'Aia firmata il 14 maggio 1954 da quaranta Stati di tutto il mondo e confermata in Italia con la legge del 7 febbraio 1958 (sostituendo per la materia l'articolo 822 del Codice civile del 1942). Le norme sui beni culturali erano essenzialmente accordi per la salvaguardia di questi patrimoni in occasione di eventi bellici, sostenendo che gli attentati ai beni culturali di qualsiasi popolo costituivano una violenza al patrimonio dell'intera comunità internazionale. In Italia la definizione di "bene culturale" venne via via modellata da alcune commissioni parlamentari tra gli anni sessanta e settanta, che dovevano anche dare indicazioni per la creazione di un futuro dicastero. La prima fu la commissione Franceschini (1964-1967), che raggiunse importanti risultati sul piano scientifico, ma meno utili sul piano politico. Poi, tra il 1968 e il 1970 operò la commissione Papaldo, che non ottenne un risultato parlamentare definitivo e fu seguita da una Commissione bis.
Nel frattempo a Parigi, il 17 novembre 1970, l'Organizzazione delle Nazioni Unite per l'educazione, la scienza e la cultura firmava una convenzione internazionale per stabilire le misure da adottare per bloccare l'esportazione, importazione e il trasferimento di proprietà in illecito di beni culturali. Vennero definiti in tale ambito come beni culturali:
(Convenzione di Parigi, art. 1)
Nonostante le difficoltà di dare una concreta realizzazione istituzionale a tali propositi ed ai risultati delle Commissioni parlamentari, nel 1974 un'iniziativa congiunta dell'allora Presidente del Consiglio Aldo Moro e di Giovanni Spadolini ruppe i lunghi indugi e decise l'istituzione di un Ministero per i beni culturali e ambientali. Il ministero venne sottoposto a numerose modifiche di carattere sia organizzativo sia relativo ai propri ambiti di competenza fino a giungere alla denominazione di Ministero dei beni e delle attività culturali e del turismo che identifica, dal 2013, il MiBACT.
Grande importanza normativa ebbe la promulgazione del Testo unico delle disposizioni legislative in materia di beni culturali e ambientali (Dlgs. n. 490 del 29 ottobre 1999), dove si raggrupparono tutte le norme sulla materia, ponendo particolarmente l'accento sulla tutela dei beni, in attuazione dell'articolo 9 della Costituzione della Repubblica Italiana, sostituito successivamente dal Codice dei beni culturali e del paesaggio, emanato nel 2004.

## Normativa
La prima convenzione internazionale sui beni culturali viene siglata all'Aia nel 1954 dopo la seconda guerra mondiale, a protezione dei beni culturali. Le nazioni del mondo si impegnano in caso di guerra a difendere i beni considerati di particolare importanza e a tutelarli in tempo di pace (art. 3). Viene introdotto il concetto di rispetto per i beni situati nel proprio territorio e in altri territori (art. 4). 
- 1954 Convenzione dell'Aia per la protezione dei beni culturali in caso di conflitto armato e protocolli successivi[1]
- 1970 Convenzione sulla circolazione dei beni. Convenzione di Parigi concernente le misure da adottare per interdire e impedire l’illecita importazione, esportazione e trasferimento di proprietà dei beni culturali[2]
- 1972 Convenzione per la protezione del Patrimonio Mondiale culturale e naturale. La convenzione vuole garantire le risorse intellettuali e finanziarie necessarie alla salvaguardia dei siti della Lista del Patrimonio Mondiale[3].
- 2001 Convenzione sulla protezione del patrimonio culturale subacqueo[4]
- 2003 Convenzione di Parigi per la salvaguardia del patrimonio culturale immateriale[5]
- 2005 Convenzione UNESCO per la Protezione e Promozione della Diversità delle Espressioni Culturali[6]
- 2017 Convenzione di Nicosia, collaborazione al contrasto del traffico illecito e alla distruzione di beni culturali

Nel 1986 il giurista Merryman propone la suddivisione dei paesi, in relazione ai beni culturali presenti, tra source nations, ossia paesi in cui l'offerta di beni culturali supera la domanda, e market nations, in cui la domanda di beni culturali supera l'offerta. Tra le source nations l'Italia, la Spagna e la Grecia, tra le market nations, i paesi scandinavi e gli Stati Uniti d'America.